# Buti
Buti – miejscowość i gmina we Włoszech, w regionie Toskania, w prowincji Piza.
Według danych na rok 2004 gminę zamieszkiwało 5430 osób, 236,1 os./km².

## Zabytki

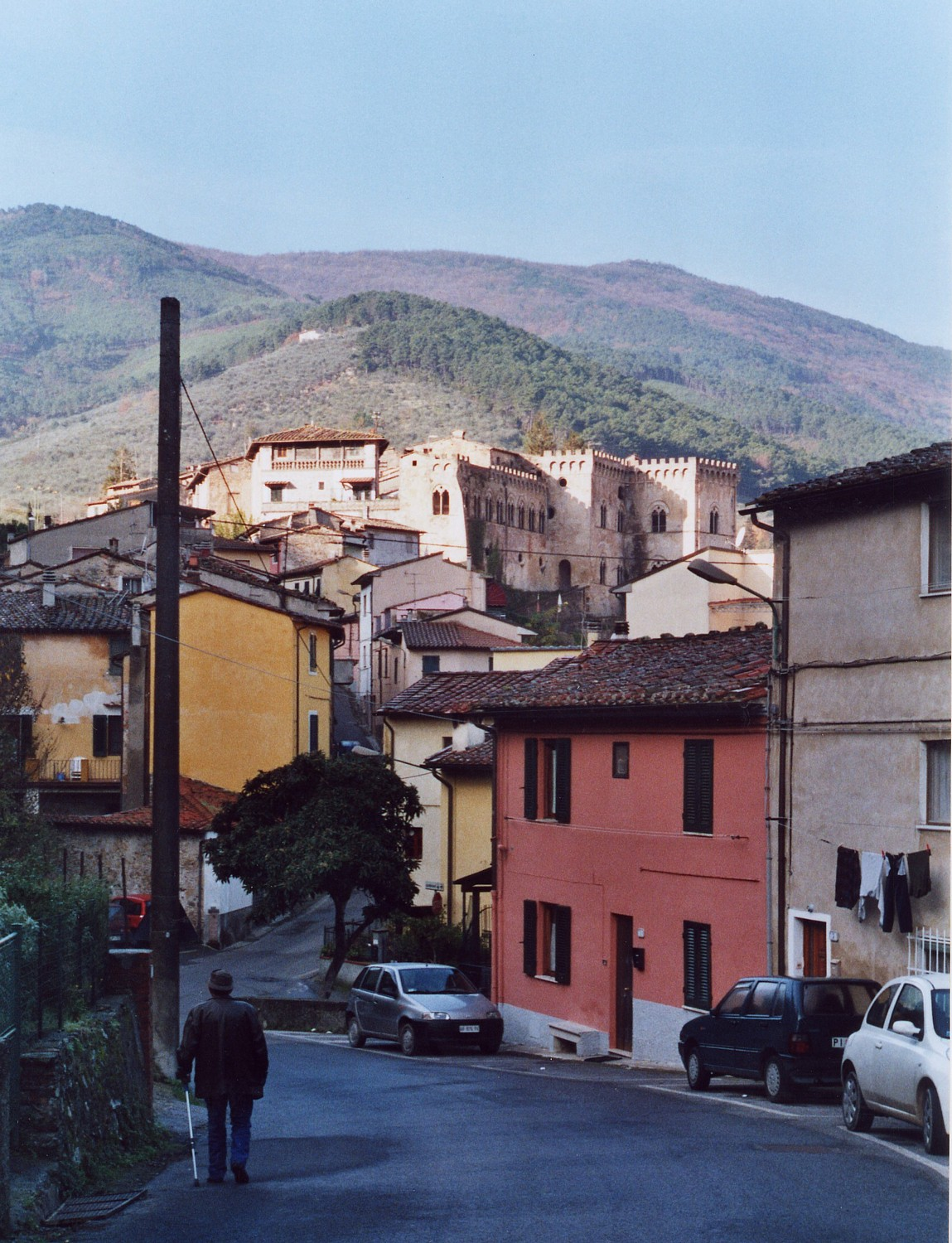
Widok na Zamek Tonini

- Zamek Tonini